# Ageel bin Muhammad al-Badr
Ageel bin Muhammad al-Badr Hamidaddin herceg (Arabul: عقيل بن محمد البدر حميد الدين) más néven Ageel Al Shami vagy Yusuf Shami a legöregebb fia Muhammad al-Badrnak, a legutolsó jemeni királynak. 1970-ben született.

## Biográfia
Jemen egy köztársaság lett 1962-ben. Apja 1996-ban halt meg. A Saif al-Islam ("Iszlám Kardja") címet használja.
Ageel bin Muhammednek 2 fia van: al-Shami bin Ageel (1993) és Ahmed bin Ageel (2005).
Bader Ben Hirsi unokaöccse.